# Observatorio de Modra
El Observatorio Astronómico de Modra (en eslovaco Astronomické observatórium Modra), también conocido como Observatorio de Modra u Observatorio Astronómico y Geofísico de Modra, es un observatorio astronómico situado en Modra (Eslovaquia). Está adscrito al Departamento de Astronomía, Física de la Tierra y Meteorología de la Facultad de Matemáticas, Física e Informática de la Universidad Comenius de Bratislava.
La instalación está situada en las alturas de los Pequeños Cárpatos, en una zona de 3,5 hectáreas dentro de un hayedo en el que también se ubican otras instalaciones científicas: una estación meteorológica, un sismógrafo, una estación de medición de campos magnéticos, un observatorio solar, una estación de detección de resonancias Schumann y un sistema de detección de meteoros que trabaja en colaboración con estaciones similares en Bolonia y Lecce (Italia).
La instrumentación principal consiste en dos telescopios reflectores con cámaras CCD con una óptica de 70 y 60 centímetros respectivamente.
El observatorio también desarrolla actividades de carácter divulgativo dirigidas al público en general: para ello, en 2012 se dotó también de un anfiteatro al aire libre.
Figura en el Centro de Planetas Menores con el número 118.

## Descripción
Se encuentra a 12 km al norte de la ciudad de Modra, en la localidad de Piesok, a una altitud de 535 m sobre el nivel del mar. El complejo ocupa una superficie de aproximadamente 3,5 hectáreas y está situado en medio de un hayedo, en un afloramiento rocoso de cuarcitas del Triásico inferior (Tisové skaly). Se puede acceder al lugar por una carretera asfaltada desde la zona turística de Zochova chata (que es el punto final de las líneas de autobús), o por una pista de senderismo que se dirige a Veľká Homoľa. 
El centro del observatorio es el edificio de administración y control ("edificio principal"), con una cúpula de 8 metros, un telescopio Zeiss de 0,60 m con cámara CCD, y un telescopio solar de 0,20 metros con filtro H-alfa.
El "edificio superior" posee una cúpula de 5 metros que alberga un telescopio de 0,24 m con cámara CCD para fines educativos y un telescopio Schmidt-Cassegrain de 0,28 m con cámara CCD para observar exoplanetas en tránsito. El observatorio también posee un telescopio robótico Schmidt-Cassegrain de 0,28 m en una montura altazimutal para fines divulgativos. También hay un pabellón de detección de meteoros (parte de la Red Europea de Bólidos) con una cámara fotográfica y una cámara de televisión de cielo entero, un pabellón magnético con sondas para medir el campo magnético de la Tierra, una celda sísmica con un sismómetro, una cúpula para el telescopio solar y una cúpula para las bobinas de detección de la componente magnética de las resonancias Schumann. Además, alberga dispositivos de registro para las estaciones GPS.
El llamado "edificio inferior", situado junto a un pequeño estanque, alberga una pequeña sala de conferencias y ofrece alojamiento a los invitados. Los instrumentos meteorológicos de las instalaciones proporcionan mediciones continuadas sobre la temperatura y la humedad del aire, las precipitaciones, la velocidad del viento y la duración de la insolación desde la creación del observatorio en 1988.
En 2012 se construyó en el recinto un anfiteatro al aire libre para fines divulgativos, con proyector, pantalla de proyección, sistema de sonido y asientos.

## Ciencia e investigación
En su condición de centro perteneciente a la Universidad Comenius, el Instituto ofrece orientación y formación práctica y teórica a los estudiantes durante sus estudios de astronomía y astrofísica a nivel de máster y doctorado.
La investigación se centra principalmente en la materia interplanetaria. Hasta enero de 2014 se han descubierto en el observatorio más de 175 asteroides con designaciones numéricas definitivas y 34 asteroides con designaciones temporales, incluidos dos objetos próximos a la Tierra, 2005 GB34 y 2008 UW5. Las observaciones se centran en la fotometría de asteroides y cometas, y un grupo internacional está trabajando en asteroides binarios. Las mediciones astrométricas ayudan a precisar las órbitas de los cuerpos recién descubiertos. Fue el primer observatorio que observó el tránsito de un exoplaneta en Eslovaquia. Las investigaciones sobre el Sol consisten en observar las regiones cromosféricas activas a través de un filtro H-alfa. La detección de meteoros se lleva a cabo mediante tecnología de televisión, además de las clásicas cámaras fotográficas de cielo completo. Las observaciones meteorológicas se realizan con cámaras de televisión semiautomáticas en Tesárske Mlyňany y Kysucké Nové Mesto, que se controlan de manera remota. Además de los meteoros, también hay otros fenómenos que son captados por las cámaras de televisión, entre los que destacan las poco habituales descargas eléctricas en la alta atmósfera, los llamados "espectros rojos" (en inglés sprites).

## ADAM-WFS
Los científicos del departamento han propuesto un sistema de telescopios para detectar pequeños asteroides cercanos a la Tierra y basura espacial en órbita alrededor de la misma, denominado ADAM-WFS (Automated Detection of Asteroids and Meteoroids-Wide Field Survey). A diferencia de los grandes proyectos que son capaces de observar asteroides mucho más tenues y distantes, ADAM está diseñado para detectar pequeños asteroides cercanos a la Tierra que escapan a los grandes sondeos y observará todo el cielo visible tres veces por noche. Si cuenta con financiación, el sistema se alojará en la actual cúpula solar.

## Galería

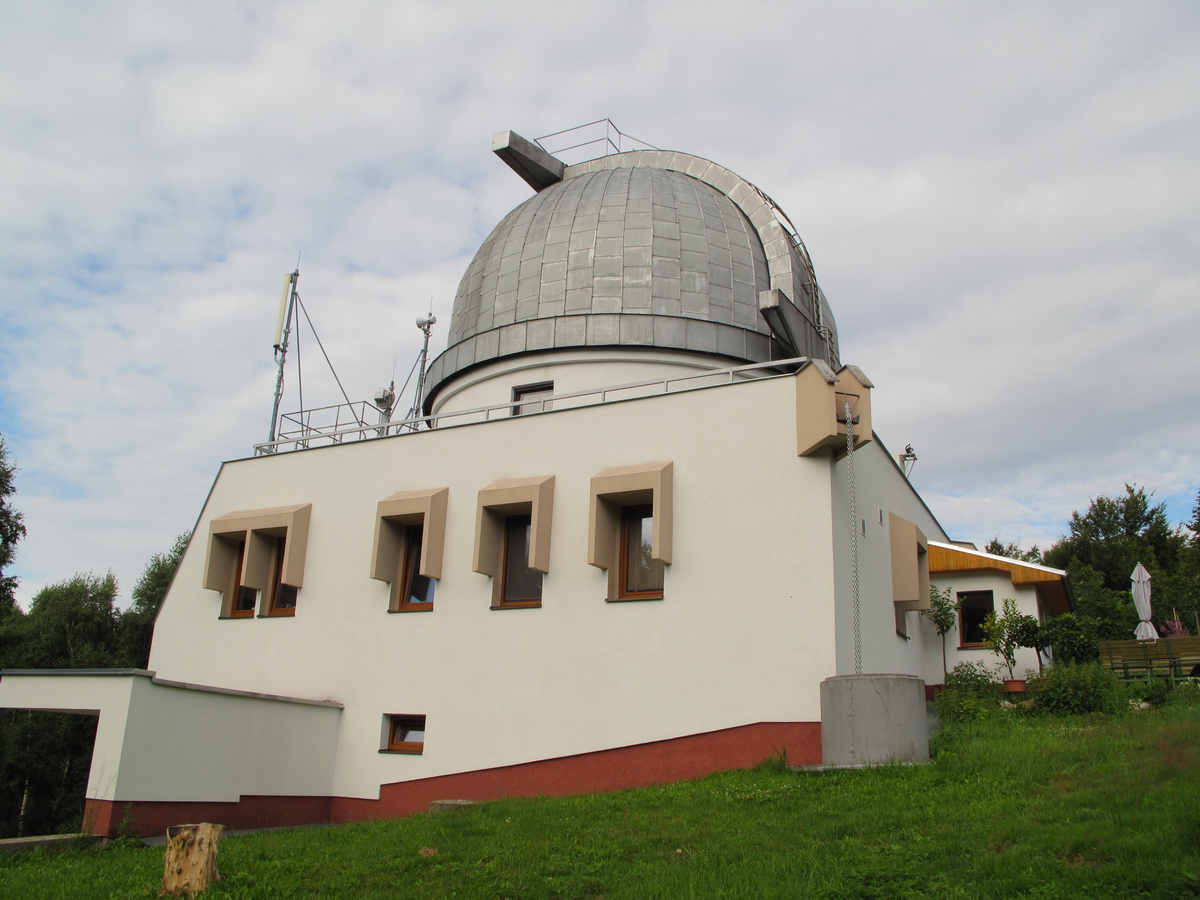
Edificio principal de administración y control
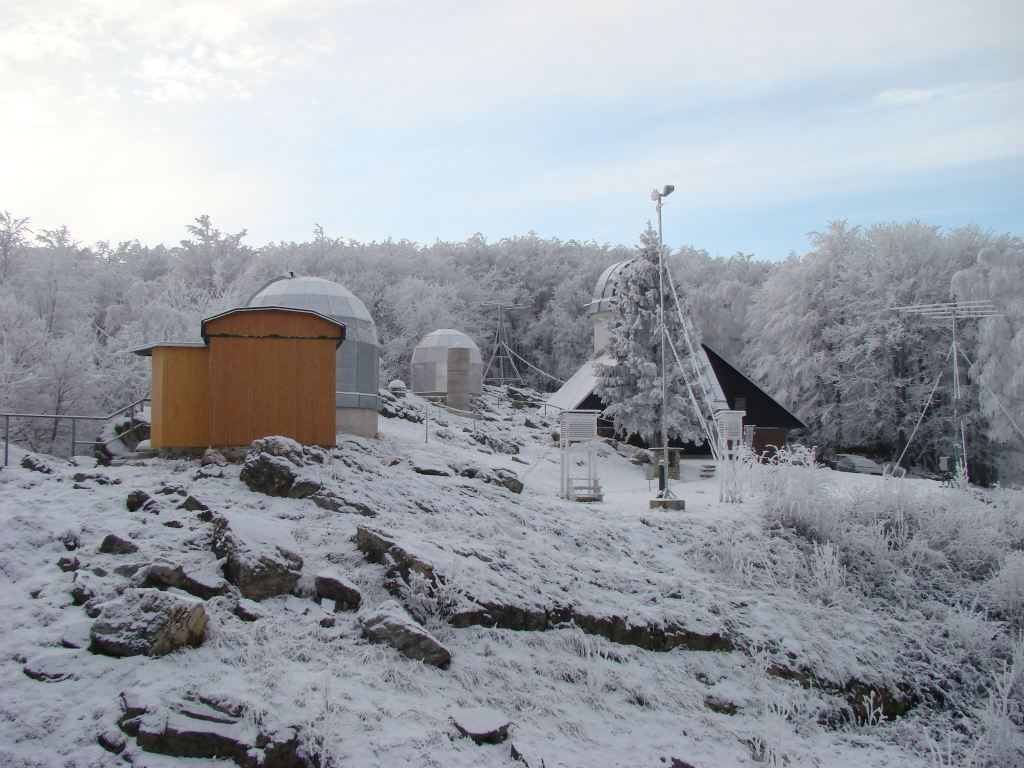
Invierno en el observatorio de Modra
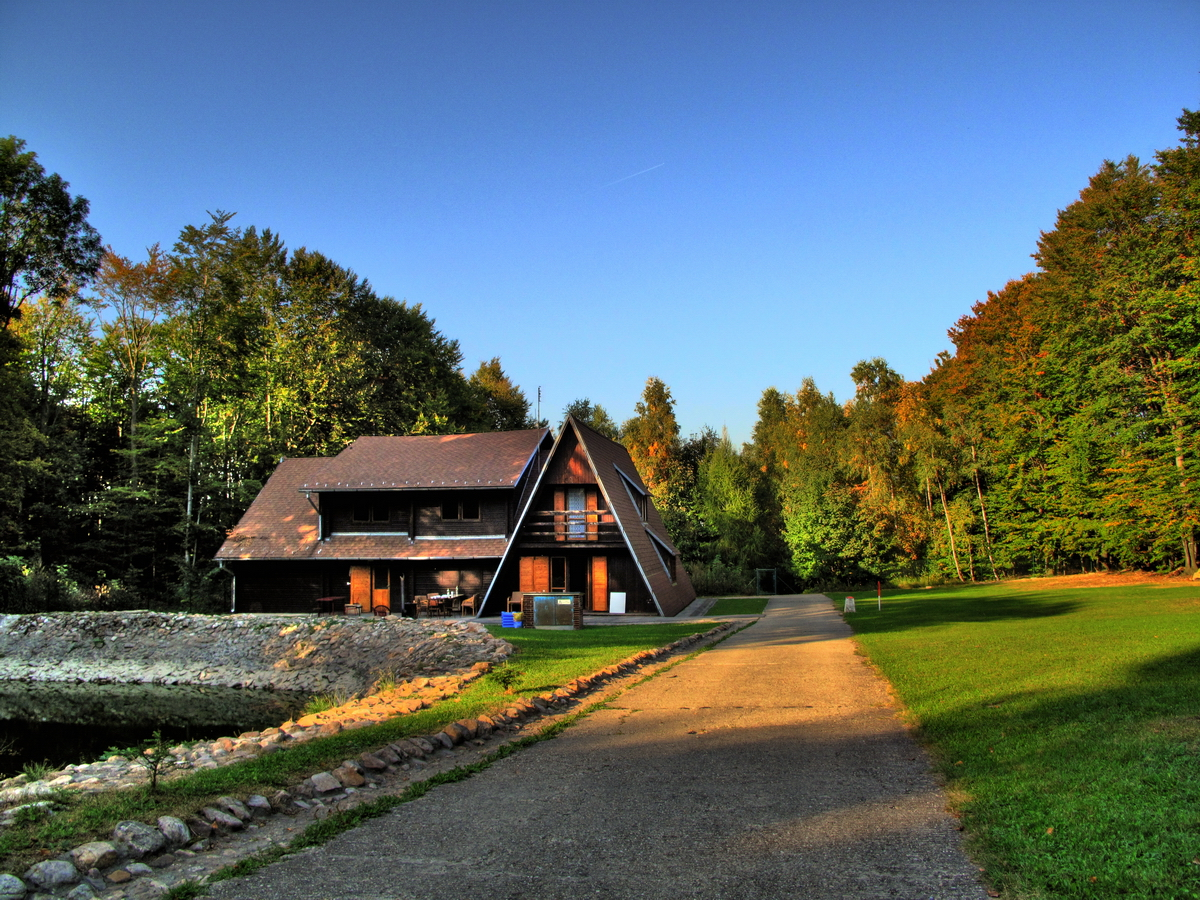
Edificio inferior del observatorio de Modra
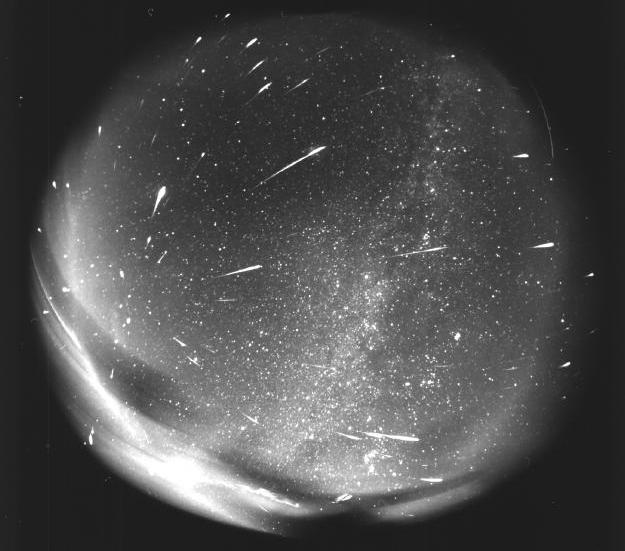
Meteoros de las Leónidas de 1998, capturados en una placa fotográfica puntual
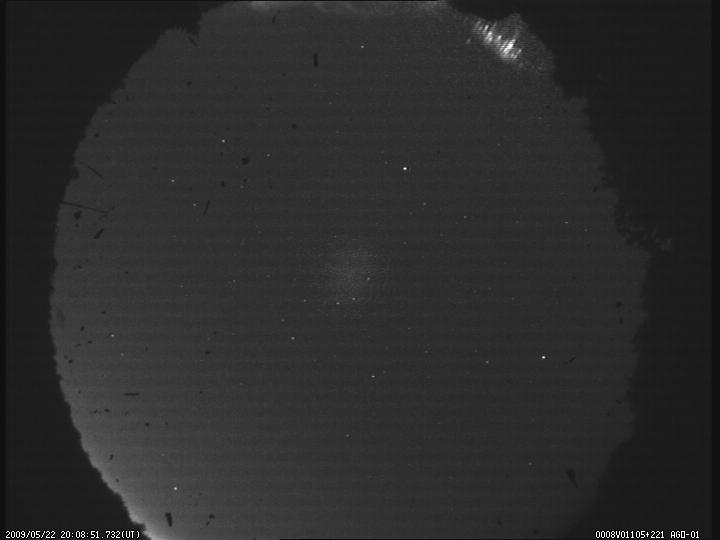
Descargas atmosféricas ("sprites") captadas por el sistema de detección de meteoros de Modra
Región solar activa observada en el observatorio de Modra
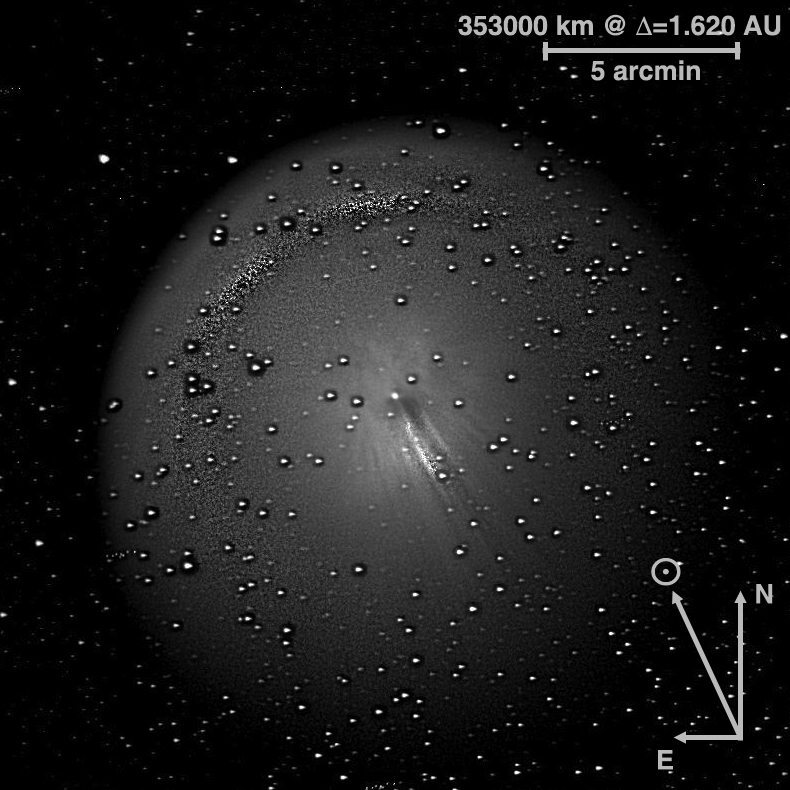
Cometa 17P/Holmes visto desde el observatorio de Modra
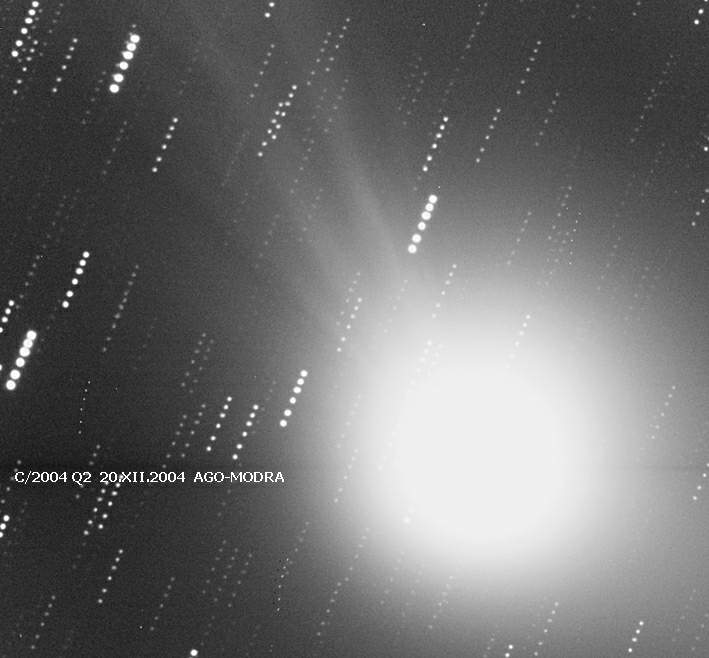
Cometa C/2004 Q2 Machholz visto desde el observatorio de Modra
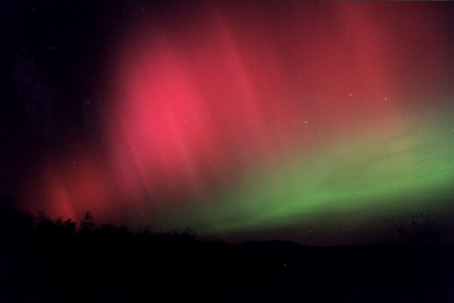
Aurora captada por el observatorio de Modra
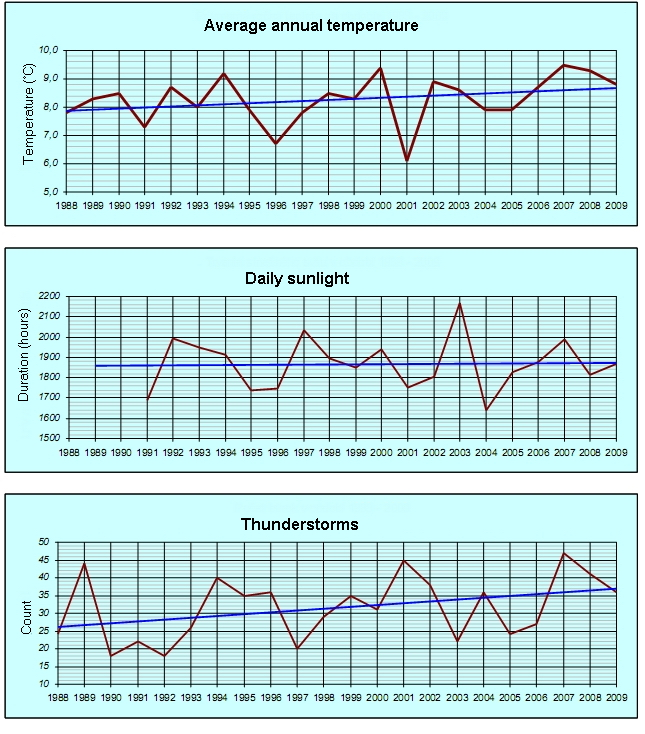
Mediciones climáticas en el observatorio de Modra